# Jim Vandermeer
James Patrick "Jim" Vandermeer, född 21 februari 1980 i Red Deer, Alberta, är en kanadensisk professionell ishockeyspelare som spelar för Belfast Giants i Elite Ice Hockey League.